# Конвой Кваджелейн – Трук (04.07.43 – 08.07.43)
Конвой Кваджелейн — Трук (04.07.43 — 08.07.43) — японський конвой часів Другої світової війни, проведення якого відбувалось у липні 1943 року.
Вихідним пунктом конвою був атол Кваджалейн, на якому була розташована головна японська база на Маршаллових островах. Пунктом призначення став атол Трук (нині Чуук) у центральній частині Каролінських островів, де ще до війни створили головну базу японського ВМФ в Океанії, звідки до лютого 1944 року провадились операції у цілій низці архіпелагів.
До складу конвою увійшли транспорти «Кеншо-Мару» та «Ямакуні-Мару» під охороною торпедного човна «Хійодорі».
4 липня 1943 року загін полишив Кваджалейн та попрямував на захід. Хоча поблизу вихідного та особливо кінцевого пунктів маршруту традиційно діяли американські підводні човни, проходження конвою пройшло без інцидентів, і 8 липня він прибув на Трук.